# Live at the Isle of Wight
Live at Isle of Wight – czwarty album irlandzkiej grupy bluesrockowej Taste, wydany w 1972 roku, już po rozpadzie grupy. Jest to nagranie live najsłynniejszego koncertu Taste podczas Isle of Wight Festival, gdzie zespół wystąpił obok takich sław jak The Who czy Jimi Hendrix.

## Lista utworów
Poza oznaczonymi, wszystkie utwory autorstwa Rory’ego Gallaghera.
| 1. | „What's Going On”          | 5:39  |
|    |                            |       |
| 2. | „Sugar Mama”               | 10:08 |
|    |                            |       |
| 3. | „Morning Sun”              | 4:37  |
|    |                            |       |
| 4. | „Sinner Boy”               | 5:31  |
|    |                            |       |
| 5. | „I Feel So Good” (Broonzy) | 10:09 |
|    |                            |       |
| 6. | „Catfish”                  | 14:17 |
|    |                            |       |
|    |                            | 50:21 |
|    |                            |       |

## Wykonawcy
- Rory Gallagher – wokal, gitary, harmonijka ustna
- Richard McCracken – gitara basowa
- John Wilson – bębny, instrumenty perkusyjne